# جمهورية أفغانستان
جمهورية أفغانستان (بالفارسية: جمهوری أفغانستان) (بالبشتوية: د أفغانستان جمهوريت) وهو اسم أطلق على أول جمهورية أفغانية وألتي كانت تحت قيادة سردار محمد داوود خان من سنة 1973 إلى سنة 1978 والتي أتت بعد إنقلاب أبيض على قريبه الملك محمد ظاهر شاه، سردار محمد داوود خان عرف بسياساته التقدية حاول تحديث بلده، وبناء علاقات مع الاتحاد السوفيتي والولايات المتحدة والبقاء على حياد في الحرب الباردة بينهما. أُطيح بهذه الحكومة بعد إنقلاب دموي عنيف من قبل الشيوعيين في أبريل سنة 1978.

## تاريخيًا

### التشكيل
في يوليو 1973، وبينما كان آخر ملوك أفغانستان، محمد ظاهر شاه، في إيطاليا يخضع لعملية جراحية في العيون، بالإضافة لعلاج آلام أسفل الظهر، نظّم ابن عمه وصهره، رئيس الوزراء الأسبق محمد داود خان، انقلابًا وأنشأ حكومة جمهورية. أرغم ظاهر شاه داود خان على الاستقالة من منصب رئيس الوزراء قبل عقد من الزمن. تنحى الملك عن العرش في الشهر التالي بدلًا من المجازفة بقيام حرب أهلية شاملة.

### حكم الحزب الواحد
أسس الرئيس محمد داود خان حزبه السياسي، الحزب الوطني الثوري، بعد استيلاءه على السلطة. أصبح هذا الحزب بؤرة التركيز الوحيدة للنشاط السياسي في البلاد. في يناير 1977، عُقد مجلس اللويا جيرغا في أعقاب انتخابات الجمعية الدستورية، وأقر دستور جديد يقيم دولة رئاسية ذات حزب واحد، مع قمع المعارضة السياسية، وبعنف في بعض الأحيان.
في عام 1973، اتُّهم رئيس وزراء أفغانستان السابق محمد هاشيم مايواندوال بالتخطيط لانقلاب، وإن كان من غير الواضح ما إذا كانت الخطة تستهدف بالفعل الحكومة الجمهورية الجديدة أو الملكية التي ألغتها آنذاك. اعتُقل مايواندوال وزُعم أنه انتحر في السجن قبل محاكمته، ولكن الاعتقاد السائد يقول أنه تعرض للتعذيب حتى الموت.

### صعود الشيوعية
بعد أن أنشأ داود الجمهورية الأفغانية في عام 1973، تولى أعضاء الحزب الديمقراطي الشعبي الأفغاني مناصب في الحكومة. في عام 1976، وضع داود خطة اقتصادية للبلاد مدتها سبعة أعوام. استحدث برامج تدريب عسكرية مع الهند وباشر محادثات التنمية الاقتصادية مع إيران. سلّط داود انتباهه إلى دول الشرق الأوسط الغنية بالنفط مثل السعودية والعراق والكويت من بين دول أخرى للحصول على مساعدات مالية.
تدهورت العلاقات مع الاتحاد السوفيتي أثناء رئاسة داود. إذ رأوا أن تحول داود إلى قيادة أكثر صداقة للغرب أمر خطير، بما في ذلك ما قام به داود من انتقاد عضوية كوبا في حركة عدم الانحياز وطرد المستشارين العسكريين والاقتصاديين السوفيت. ساهم قمع المعارضة السياسية في انقلاب الحزب الديمقراطي الشعبي المدعوم من الاتحاد السوفيتي ضده، وهو حليف مهم في انقلاب عام 1973 ضد الملك.
حقق داود في عام 1978 القليل مما اعتزم إنجازه. لم يحرز الاقتصاد الأفغاني أي تقدم فعلي ولم يرتقِ مستوى المعيشة في أفغانستان. تلقى داود الكثير من الانتقادات لدستور حزبه الواحد عام 1977 والذي جعله بمعزل عن مؤيديه السياسيين.
بحلول عام 1978، شعر الأفغان بخيبة أمل إزاء حكومة داود التي «لا تفعل شيئًا»، وحدد البعض المسؤولين الحكوميين في الحزب الديمقراطي الشعبي وحدهم بالإصلاح الاقتصادي والاجتماعي. بحلول هذا الوقت، توصل الفصيلان الرئيسيان للحزب الديمقراطي الشعبي، المتنازعان سابقًا على السلطة، إلى اتفاق هش للمصالحة. خطط ضباط الجيش المتعاطفون مع الشيوعيين آنذاك للتحرك ضد الحكومة. وفقًا لما ذكره حفيظ الله أمين، الذي أصبح رئيسًا للدولة الأفغانية في عام 1979، بدأ الحزب الديمقراطي الشعبي التخطيط للانقلاب في عام 1976، أي قبل عامين من تنفيذه.